# Агрипа Постум
Постум Юлий Цезар Агрипа (на латински: Postumus Ivlius Caesar Agrippa), роден – Марк Випсаний Агрипа Постум (на латински: Marcus Vipsanius Agrippa Postumus), често – Агрипа Постум е син на Марк Випсаний Агрипа от третата му жена, Юлия Старша. Внук и един от възможните наследници на Октавиан Август.

## Произход
Агрипа Постум се ражда след внезапната смърт на своя баща, приятел и съратник на Октавиан, Марк Випсаний Агрипа. Поради това към неговото име е добавено Постум (на латински: postumus – после, по-късно, в латинските имена – роден след смъртта на родителя).
Марк Випсаний Агрипа произлиза от конническо семейство, а Юлия – единствена дъщеря на Октавиан от Скрибония. Агрипа и Юлия се женят през 21 пр.н.е., и, въпреки че е достоверно известно, че Юлия е била невярна на мъжа си, бракът им е изпълнен удачен. Преди Постум, Юлия е родила 4 деца.
През 12 пр.н.е. Агрипа неочаквано умира в Кампания. Юлия остава бременна и след няколко месеца ражда син – Агрипа Постум.

## Биография
Практически веднага след смъртта на Агрипа, Октавиан Август осиновява двамата по-големи братя на Постум, Гай и Луций. Постум не е осиновен, доколкото Октавиан иска да отдаде уважение на своя приятел. Според замисъла на Октавиан Постум бил длъжен да продължи рода на Випсанианите.
Година след смъртта на Агрипа Юлия се омъжва за доведения син на Октавиан, син на жена му, от първия ѝ брак, Тиберий. Бракът е много неудачен. През 6 пр.н.е., не понасяйки живота в Рим, Тиберий отива в доброволно изгнание в Родос. Юлия получава разрешение от Октавиана да не го съпровожда и остава в Рим.
Юлия води разпуснат начин на живот и скоро Октавиан, явяващ се „баща на семейството“ (на латински: pater familie) дава на Юлия развод от името на Тиберий и я изпраща в изгнание. Постум остава да живее в дома на Октавиан и неговата жена, Ливия Друзила.
През 2 г. в Галия умира един от братята на Постум – Луций. След това, през 4 г. пр.н.е. – неговия по-голям брат Гай. Октавиан осиновява в един и същи ден и Постум и Тиберий.
По неизвестни причини, по всяка вероятност след интрига от страна на Ливия, която разчиства пътя към властта за Тиберий, през 6 г. Октавиан изпраща Постум на малкия остров Планазия (съвр. Пианоза, Италия), разположен в Лигурийско море.
Според Тацит, през 13 г., Август, заедно с Фабий Максим, посещават Постум при пълна секретност. Август му разказва за плановете си да го върне в Рим и да го направи свои единствен наследник. След завръщането им, Максим казва за това тайно посещение на жена си Марция, а тя споменава на Ливия. Скоро след това Максим е намерен мъртъв, а Марция обвинена в неговата смърт и убита.
След година Октавиан умира. Няколко дни след това, след като властта преминава към Тиберий, Постум е убит в Планазия.